# 新羅茲索什
49°32′18″N 39°12′46″E / 49.53833°N 39.21278°E

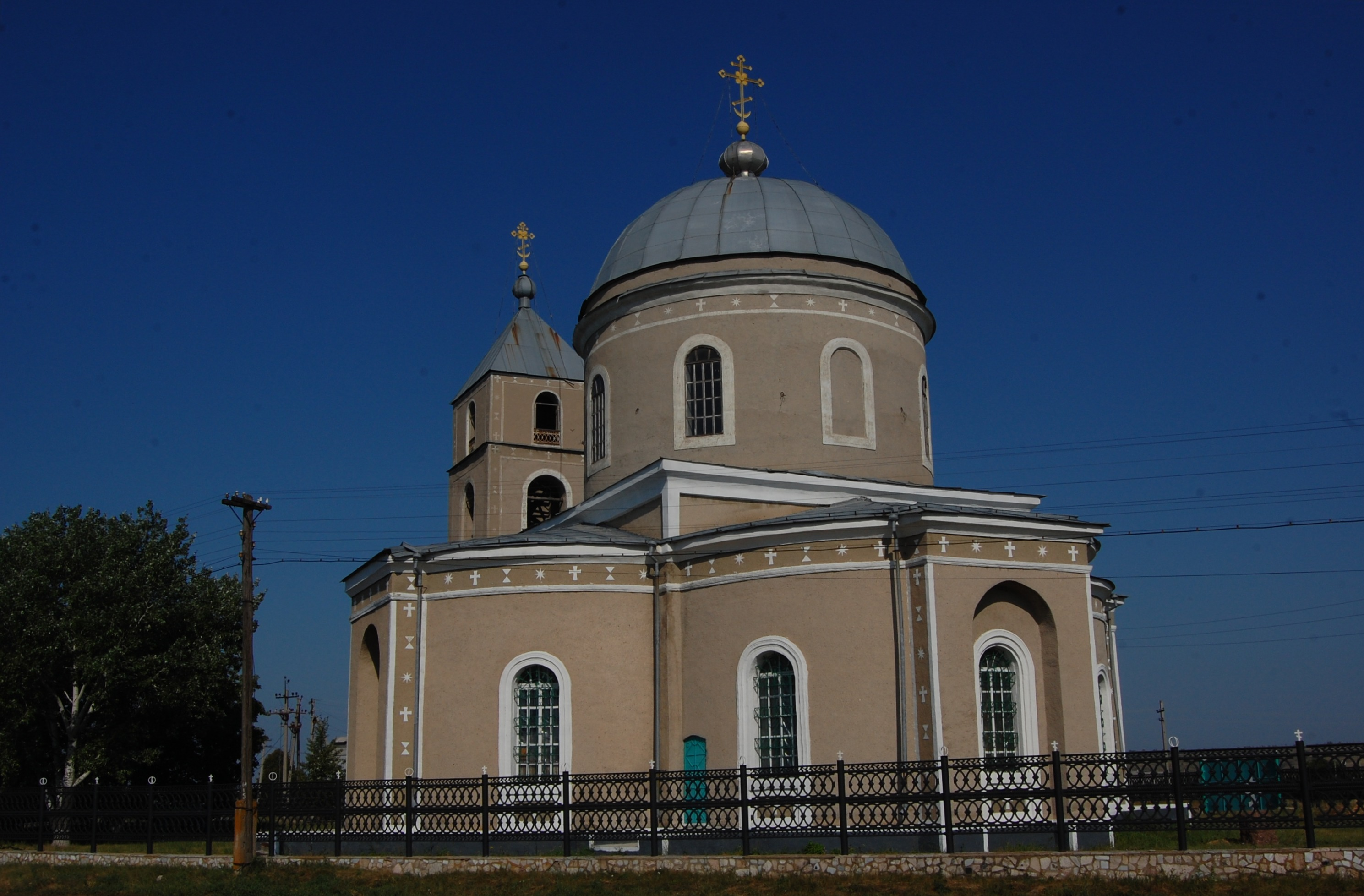
教堂

普洛蒂纳（烏克蘭語：Плотина），2024年9月前名为新羅茲索什（烏克蘭語：Новорозсош），是位於烏克蘭東部的村莊，由盧甘斯克州舊比利斯克區的新普斯科夫市鎮負責管轄。該村始建於1802年，面積18.1平方公里，海拔高度75米，2001年人口2,024，人口密度每平方公里111.9人。
2024年9月19日，乌克兰最高拉达将此村的名字改为普洛蒂纳。